# Luisa Ramos Antúnez
Luisa Ramos Antúnez (1883-1958), más conocida como La Pompi, fue una conocida cantaora de flamenco oriunda de Jerez de la Frontera, Cádiz.

## Biografía
Luisa La Pompi nació en la ciudad jerezana en el año 1883 y falleció en Sevilla en el año 1958. De etnia gitana, tanto ella como sus hermanos Rafael El Niño Gloria y Manuela La Sorda ejercieron como cantaores profesionales debido a sus indudables cualidades artísticas, paseando así la cultura jerezana y andaluza por toda la geografía española. Las raíces familiares de la familia Ramos Antúnez se hunden en el flamenco, ya que su primo Francisco Fernández Ramos El Cabeza también fue una renombrada figura del flamenco. Junto con su hermana Manuela llegó a cantar en varias ocasiones durante la Semana Santa andaluza, sobre todo en Sevilla y en su ciudad natal, en calidad de saeteras.
A la hora de cantar, a Luisa Ramos se la define como una cantaora muy completa en todos los palos del flamenco, aunque destacaba principalmente en la saeta y en la bulería. Junto con varios artistas de gran renombre como su hermano El Gloria, Juanito Mojama, la Niña de los Peines o el Niño Medina consiguieron situar en el que actualmente le corresponde a la bulería como palo del flamenco.

## Trayectoria profesional

### Primeros pasos como cantante
Luisa La Pompi comenzó su carrera profesional a principios del siglo XX en el local La Primera de Jerez de la Frontera, a la edad de 18 años. Una vez dada a conocer a nivel local en Jerez, La Pompi marchó por primera vez de su tierra natal y emprendió camino hacia Sevilla, donde debutó en el local “La Bombilla”. Fue a partir de este momento cuando Luisa comenzó a codearse con la crème de la crème del panorama flamenco de la época como Carmelita Borbolla o La Niña de los Peines entre otros.
Hoy en día, existe registro gráfico de alguna de las actuaciones que La Pompi llevó a cabo durante 1913 y 1914, aunque su verdadero dominio del cante lo demostraba en las saetas, gracias a los cuales se llenaban los teatros Principal y Eslava de la ciudad jerezana. La interpretación de una saeta por parte de Luisa Ramos era uno de los puntos álgidos de la obra teatral Malvaloca, de los Hermanos Quintero.

### De la retirada al éxito
Durante la primera del siglo XX, Luisa encuentra en Sevilla uno de focos más importantes de actuaciones, llegando a cantar en la celebración del bautizo del hermano menor de Juan Belmonte.
Sin embargo, La Pompi comenzó la década de los 20 con una retirada del panorama musical flamenco debido al diagnóstico de una enfermedad. Durante su enfermedad, el grupo de cantaores y bailaoras que allí daban espectáculo junto a Luisa le rindió un homenaje en forma de concierto benéfico.
En su reaparición en Sevilla actuó con un gran elenco de cantaores como Manuel Ortega Fernández Caracol el del Bulto, entre otros.

### Años 20

#### Concurso de Cante Jondo en Sevilla y Teatro Cervantes de Sevilla
En los primeros años veinte, Luisa Ramos Antúnez actúa en diversos eventos, como el Ideal-Concert de Sevilla, y el Concurso de Cante Jondo que se celebró durante la Velá de San Juan de la Palma en Granada. Aquí canta con otros representantes del flamenco como Manuel Centeno y el Niño Medina.
Asimismo, se pudo disfrutar de las dos Pompis, en una actuación organizada por la Hermandad del Patrocinio en el teatro Cervantes de Sevilla. No obstante, durante la representación de la obra Trianerías, diferentes artistas cantaron saetas, entre los que se encontraban las hermanas Pompi y, que según el artículo publicado en El Liberal de Sevilla, no estuvieron muy acertadas.

#### Artista de primer nivel y de las más solicitadas
Para darnos cuenta de la relevancia artística que tenía en aquella época Luisa La Pompi, solo tenemos que observar con qué artistas compartió escenario durante toda su carrera. Tal era su fama que tuvo diversas actuaciones de gran importancia:

##### Concurso Cante Jondo Huelva
Fue contratada para actuar en el Concurso de Cante Jondo celebrado en la Plaza de Toros de Huelva durante los días 21 y 22 de julio de 1923. Este festival tenía como objetivo conservar los cantos propios del pueblo andaluz. El programa abrió ambas noches con la actuación de La Pompi y Caracol padre, tras ellos intervinieron diversos cantaores importantes en aquella época, acompañados siempre a la guitarra por el Niño de Huelva, Morales y Currito de la Jeroma.

##### Villa Rosa de Madrid
La Pompi actuó en el Villa Rosa de Madrid el 24 de junio de 1924. Fue una fiesta organizada por la Asociación de la Prensa en honor a unos periodistas italianos, También actuaron artistas de gran nivel como Antonio Chacón y Ramón Montoya.

##### Almuerzo en honor a los hermanos Álvarez Quintero y una fiesta realizada por Ignacio Sánchez Mejías
Durante estos años, Luisa Ramos es una invitada habitual a las fiestas más célebres de Sevilla, entre las que destacan:
- Un almuerzo en honor a los Hermanos Álvarez Quintero celebrado en la venta de Eritaña en 1925, y que contó con la asistencia del alcalde y más personas de renombre. Junto a La Pompi actuaron El Colorao y Manuel Torres.
- Una fiesta organizada por Ignacio Sánchez Mejías en su finca de Pino Montano en 1925. Tras una becerrada y diversos bailes, cantaron La Pompi, el Niño de Huelva y el Niño de Marchena.
- Dos fiestas en honor de los reyes Alfonso XIII y Victoria Eugenia celebradas por los Duques de Alba en el Palacio de las Dueñas, una en 1925 y otra en 1927. En la primera actúan, La Pompi,  Niña de los Peines, Chacón, o Montoya entre otros muchos, y en la segunda, en cuanto al baile, la bailaora Soledad La Mejorana y en cuanto al cante; Chacón, Montoya, las dos hermanas Pompi y la Niña del Patrocinio.[2]

#### En Eritaña
En verano de 1926, la jerezana forma parte del cuadro flamenco de la Venta de Eritaña con su hermano El Gloria y las bailaoras Carmelita Borbolla y Lola La Guapa entre otros. Se pueden encontrar documentos en referencia a este cuadro flamenco como por ejemplo una carta publicada en El liberal de Sevilla, que recomienda no perderse el espectáculo.
Ya en 1927, se incorpora al café cantante El Tronío, en plena calle Sierpes, junto a la bailaora la Roteña y el guitarrista Baldomero Ojeda.

#### Evento solidario
Al igual que ella recibió la ayuda de sus compañeros unos años atrás, Luisa Ramos colaboró en el festival benéfico celebrado en el Cine Tarifa para el guitarrista Currito El de la Jeroma, que estaba gravemente enfermo.
Unos días más tarde, Luisa viaja a Jerez para intervenir como profesional en un concurso de cante y baile flamenco celebrado en la Plaza de Toros. Allí coincide con artistas como Pepe Torres o El Pili.

#### Kusaal Central
En 1929 se inaugura en Sevilla la Exposición Iberoamericana, un acontecimiento que atrae a personalidades de todo el mundo, por lo que el Kursaal Central, uno de los locales de variedades más de moda del momento, también en la calle Sierpes, refuerza su elenco de artistas. A los habituales como La Macarrona o La Roteña se le suman Luisa y Manuela Ramos Las Pompis.

#### La aventura catalana
En otoño de 1929, La Pompi trabaja varios meses en Barcelona en dos locales de Julia Borrull. En ellos, comparte cartel con artistas como La Macarrona o Rafaela La Tanguera. En esta etapa, la acompaña su hija, la bailaora Tomasa La Pompi. Además de en estos dos locales, Luisa Ramos se presenta en locales como el Principal Palace o el Teatro Nuevo de Barcelona.

### Años 30
En junio de 1930, Luisa Ramos Antúnez vuelve a Barcelona junto con Pastora Imperio, con el espectáculo Una fiesta en Sevilla, con La Macarrona, Milagros Fernández, La Romerito y su hija en el reparto. Tras su presentación en Barcelona, continúan su gira por ciudades como Alicante o Valencia.

#### Entre Sevilla y Jerez
A pesar de sus compromisos fuera de Sevilla, Luisa Ramos la Pompi está presente en los principales eventos de la ciudad hispalense, como la Semana Santa o la Feria de Abril. En 1930, en compañía de su hermana, canta en la Caseta del Círculo Sevillano.
Una vez concluida su gira por ciudades españolas, se desplazan a Jerez para acudir a la celebración del segundo centenario de la Casa Domecq.

#### De nuevo en Barcelona
En junio de 1933, la prensa coloca a Luisa Ramos en el festival de despedida de La Niña de la Puebla en Barcelona.

### Las Pompis
Las Pompis en conjunto, Luisa Ramos y su hermana Manuela, fueron cantaoras de saetas muy flamencas, una especie de seguiriya gitana con letra entre religiosa y pagana. Ponían tanto empeño, entusiasmo y pasión en sus coplas que no podían actuar cada día, puesto que perdían la voz tras cada actuación.

### La saeta en la voz deLa Pompi
Cabe destacar su faceta como saetera, al igual que sus hermanos. Luisa se convirtió durante los años 20 en una figura imprescindible en la Semana Santa de Sevilla, aunque la crítica señalaba que no era una cantaora “de batalla”, es decir, que no rendía a buen nivel si cantaba más de 2 días seguidos.
Durante la Semana Santa, tanto ella como sus hermanos se relacionaron en los balcones sevillanos con las figuras más importantes del cante flamenco que más dominaban el arte de la saeta, como Centeno o La Niña de los Peines.